# Poa sallacustris
Poa sallacustris är en gräsart som beskrevs av Neville Grant Walsh. Poa sallacustris ingår i släktet gröen, och familjen gräs. Inga underarter finns listade i Catalogue of Life.